# 認知バイアス

認知バイアスコーデックス

認知バイアス（にんちバイアス、英: cognitive bias）とは、判断において規範や合理性からの体系的な逸脱のパターンのことである。個人は入力情報に対する自らの知覚から、独自の「主観的現実」を作り出す。個人の現実構築は、客観的な入力ではなく、世界における彼らの行動を左右することがある。したがって、認知バイアスは時に知覚の歪み、不正確な判断、非論理的な解釈、および非合理性につながることがある。
認知バイアスは一見否定的に見えるかもしれないが、適応的なものもある。それらは特定の文脈においてより効果的な行動につながることがある。さらに、認知バイアスを許容することで、ヒューリスティックで示されるように、正確さよりも適時性が価値がある場合には望ましい迅速な決定が可能になる。他の認知バイアスは、適切な精神的メカニズムの欠如（限定合理性）、個人の体質や生物学的状態の影響（身体化された認知を参照）、あるいは単に情報処理能力の限界からくる人間の処理限界の「副産物」である。研究によれば、認知バイアスによって個人は自らの先入観を確認する主張に対してより少ない証拠しか必要としなくなり、疑似科学的信念を支持しやすくなる可能性がある。これにより、彼らの認識が歪み、不正確な判断につながる可能性がある。
過去60年間の人間の判断と意思決定に関する認知科学、社会心理学、行動経済学の研究において、継続的に進化する認知バイアスのリストが識別されてきた。認知バイアスの研究は、臨床判断、起業家精神、金融、および経営など、複数の分野に実践的な意味を持つ。

## 概要
認知バイアスの概念は、1972年にエイモス・トベルスキーとダニエル・カーネマンによって導入され、人々の非数的リテラシー、つまり直感的に大きな数量の比較を扱う能力の欠如という彼らの経験から発展した。トベルスキー、カーネマン、および同僚たちは、人間の判断と意思決定が合理的選択理論と異なる複数の再現性のある方法を実証した。トベルスキーとカーネマンは、ヒューリスティックの観点から人間の判断と意思決定の違いを説明した。ヒューリスティックは、不確実な出来事の可能性に関する迅速な見積もりを提供する精神的ショートカットを含む。ヒューリスティックは脳が計算するのに単純だが、時として「深刻かつ体系的な誤り」をもたらす。例えば、代表性ヒューリスティックは、出来事が「典型的なケース」にどの程度「類似しているか」によって、出来事の頻度または可能性を判断する傾向と定義される。
「リンダ問題」は代表性ヒューリスティックを例示している（トベルスキー＆カーネマン、1983）。参加者には「リンダ」についての説明が与えられ、それによるとリンダはフェミニストである可能性が高いことが示唆されている（例えば、彼女は差別や社会正義の問題に関心があると述べられている）。次に、彼らはリンダが（a）「銀行員」または（b）「銀行員であり、フェミニスト運動に積極的に参加している」のどちらである可能性が高いと思うかを尋ねられた。大多数が回答（b）を選んだ。しかし、リンダに関する情報とは関係なく、より制限的な回答（b）は、どのような状況下でも統計的に回答（a）よりも可能性が低い。これは「合接の誤謬」の例である。トベルスキーとカーネマンは、回答者がリンダの説明に適合する可能性のある人物にとって、（b）の方がより「代表的」または典型的に見えるため、（b）を選んだと主張した。代表性ヒューリスティックは、ステレオタイプを活性化させたり、他者に対する不正確な判断などの誤りにつながる可能性がある（Haseltonら、2005年、p. 726）。
カーネマンとトベルスキーの批判者、例えばゲルト・ギーゲレンツァーのような人々は、ヒューリスティックが人間の思考を非合理的な認知バイアスに満ちたものとして概念化することにつながるべきではないと主張した。むしろ合理性を適応的な道具として概念化し、論理学の規則や確率論のカリキュラムと同一視しないことを主張した。それでも、「リンダ問題」のような実験は、ヒューリスティックとバイアスの研究プログラムに発展し、学術的心理学から医学や政治学などの他の分野へと広がった。

### 定義
| 定義                                                 | 出典                                                             |
| ---------------------------------------------------- | ---------------------------------------------------------------- |
| 「人間が情報を処理し解釈するときに発生するバイアス」 | ISO/IEC TR 24027:2021(en), 3.2.4, ISO/IEC TR 24368:2022(en), 3.8 |

## 種類
バイアスはいくつかの側面で区別できる。認知バイアスの例には以下が含まれる - 
- 集団に特有のバイアス（リスキーシフトなど）と個人レベルのバイアス。
- オプションの望ましさを考慮する必要がある意思決定に影響するバイアス（例：埋没費用の誤謬）。
- 錯誤相関のような、何かの可能性や一つのことが他のことの原因であるかどうかの判断に影響するバイアス。
- 記憶に影響するバイアス[19]、例えば一貫性バイアス（過去の態度や行動を現在の態度により類似していると記憶する）。
- 主体の動機を反映するバイアス[20]、例えば、ポジティブな自己イメージを求める欲求が自己中心的バイアス（英語版）につながったり、不快な認知的不協和を回避したりする[21]。

その他のバイアスは、脳が知覚し、記憶を形成し、判断を下す特定の方法によるものである。この区別は、ホット認知対「コールド認知」として説明されることがあり、動機づけられた推論は覚醒状態を伴うことがある。「コールド」バイアスの中には、
- 関連情報を無視することによるもの（例：確率の無視（英語版））、
- 決定や判断が無関係な情報に影響されるもの（例えば、フレーミング効果（英語版）では、同じ問題が説明方法によって異なる反応を引き起こす；または区別バイアス（英語版）では、一緒に提示された選択肢は個別に提示されたものとは異なる結果をもたらす）、そして
- 問題の重要ではないが目立つ特徴に過度の重みを与えるもの（例：アンカリング）。

いくつかのバイアスは、自分自身に対してポジティブな態度を持つという特定の動機を反映している。これは、多くのバイアスが自己動機的または自己方向的である事実を説明している（例：非対称的洞察の錯覚、自己奉仕バイアス）。被験者がイングループやアウトグループをどのように評価するかについてもバイアスがあり、イングループを様々な点でより多様で「より良い」と評価する傾向がある。これは、それらのグループが恣意的に定義されている場合でも同様である（内集団バイアス、外集団同質性バイアス）。
一部の認知バイアスは注意バイアスのサブグループに属し、これは特定の刺激に対してより多くの注意を払うことを指す。例えば、アルコールやその他の薬物に依存している人々は、薬物関連の刺激にもっと注意を払うことが示されている。これらのバイアスを測定する一般的な心理テストにはストループ効果テストやドットプローブ課題がある。
個人のある種の認知バイアスへの感受性は、シェーン・フレデリック（2005）によって開発された認知反射テスト（CRT）によって測定することができる。

### バイアスのリスト
以下は、より一般的に研究されている認知バイアスのリストである：
| 名前                                                         | 説明 |
| ------------------------------------------------------------ | --- |
| 根本的な帰属の誤り（FAE、別名対応バイアス）                  | 他者で観察される行動に対して、パーソナリティベースの説明を過度に強調する傾向。同時に、個人は同じ行動に対する状況の影響の役割と力を過小評価する。エドワード・E・ジョーンズとビクター・A・ハリス（1967）の古典的研究はFAEを例示している。ターゲットのスピーチの方向（親カストロ／反カストロ）がライターに割り当てられたことを認識させたにもかかわらず、参加者は状況的圧力を無視し、スピーチがそのような態度を表していた場合、ライターに親カストロの態度を帰属させた。 |
| 暗黙のバイアス（別名暗黙のステレオタイプ、無意識のバイアス） | 個人のグループにポジティブまたはネガティブな特質を帰属させる傾向。それは完全に非事実的であるか、あるいはグループ内の頻繁な特性を全ての個人に対する乱用的な一般化である可能性がある。 |
| プライミングバイアス                                         | 問題の最初の提示に影響を受け、先入観を作り出し、その後の情報で調整する傾向。 |
| 確証バイアス                                                 | 自分の先入観を確認するような方法で情報を検索または解釈し、最初の意見を支持しない情報を否定する傾向。認知的不協和の概念に関連し、個人が自分の見解を再確認する情報を検索することで不一致を減少させる可能性がある（Jermias、2001、p. 146）。 |
| 親和性バイアス                                               | 自分自身に最も似ている人に対して好意的なバイアスを持つ傾向。 |
| 自己奉仕バイアス                                             | 成功に対しては失敗よりも多くの責任を主張する傾向。また、人が曖昧な情報を自分の利益に有利な方法で評価する傾向としても現れる場合がある。 |
| 信念バイアス                                                 | 現在の信念と声明の結論の認識された妥当性に基づいて、議論の論理的強さを評価する傾向。 |
| フレーミング                                                 | 選択された結論へ導くために状況の記述を狭める傾向。同じプライマーでも異なる方法でフレーミングすることができ、したがって異なる結論に導く可能性がある。 |
| 後知恵バイアス                                               | 過去の出来事を予測可能なものとして見る傾向。「私はそれをずっと知っていた」効果とも呼ばれる。 |
| 身体化された認知                                             | 知覚、注意、意思決定、および動機付けにおける選択性が、身体の生物学的状態に基づく傾向。 |
| アンカリングバイアス                                         | 最終的な答えに対して、出発点から適切な調整を行うことができない傾向。サブ最適な決定を下すことにつながる可能性がある。アンカリングは交渉、医学的診断、および量刑における意思決定に影響を与える。 |
| 現状維持バイアス                                             | リスクと損失（損失回避）を避けるために、代替状況よりも現在の状況を維持する傾向。現状維持バイアスでは、意思決定者はデフォルトオプションまたは現状であるという理由でオプションを選択する傾向が高まる。例えば、自動車損害賠償責任保険や電力会社の選択など、様々な重要な経済的決定に影響を与えることが示されている。 |
| 過信効果                                                     | 正しい決定を下す自分の能力を過度に信頼する傾向。人々は意思決定者としての自分の能力とスキルを過大評価する傾向がある。ダニング＝クルーガー効果も参照のこと。 |
| 身体的魅力のステレオタイプ                                   | 肉体的魅力がある人々が他の望ましい人格特性も持っていると仮定する傾向。 |

## 実用的意義
多くの社会制度は、個人が合理的な判断を下すことに依存している。
証券規制体制は、すべての投資家が完全に合理的な人物として行動することを前提としている。実際には、実際の投資家はバイアス、ヒューリスティック、およびフレーミング効果によって認知的制限に直面している。
例えば、公正な陪審裁判では、陪審員が事件の無関係な特徴を無視し、関連する特徴を適切に比較検討し、異なる可能性を開かれた心で検討し、感情への訴えかけなどの誤謬に抵抗することが求められる。これらの心理学的実験で示されるさまざまなバイアスは、人々がこれらすべてのことを頻繁に行わないことを示唆している。しかし、それらは予測可能な、体系的で方向性のある方法で失敗する。
いくつかの学問分野では、バイアスの研究は非常に人気がある。例えば、バイアスは起業家の心と心に関わるほとんどの決定が計算的に手に負えないため、広範囲に広がり、十分に研究された現象である。
認知バイアスは日常生活で発生する他の問題を引き起こす可能性がある。ある研究では、認知バイアス、特に接近バイアスと抑制制御が、人がどれだけの不健康なスナック食品を食べるかに関連していることを示した。彼らは、より多くの不健康なスナック食品を食べた参加者は、抑制制御が少なく、接近バイアスにより依存する傾向があることを発見した。また、認知バイアスがさまざまな摂食障害や人々が自分たちの体や体のイメージをどのように見るかに関連している可能性があるという仮説もある。
また、認知バイアスは破壊的な方法で使用できると主張されている。権威のある人々がその目標を達成するために他者を操作するための認知バイアスやヒューリスティックを使用していると信じる人もいる。一部の薬剤や他の医療処置は、認知バイアスに影響されやすい他者に自社製品を使用するよう説得するために認知バイアスに依存している。多くの人はこれを判断や意思決定における人間の自然な苦闘を利用することと見なしている。また、これらの誤解を招く広告を規制するのは政府の責任だと考えている。
認知バイアスは不動産の販売価格と価値にも役割を果たしているようである。実験の参加者には住宅物件が示された。その後、最初の物件とは全く関係のない別の物件が示された。彼らは2番目の物件の価値と販売価格がどのようなものになると思うかを述べるよう求められた。無関係な物件を参加者に見せることは、彼らが2番目の物件をどのように評価するかに影響を与えることがわかった。
体系的レビューでは、ソース混同、要旨記憶、反復効果などの認知バイアスが学術文献における誤引用に寄与し、引用の不正確さの高い率につながる可能性があることが示された。
認知バイアスは非破壊的な方法でも使用できる。チーム科学と集団的問題解決において、優越性バイアスは有益である。特に複雑な問題において、サブ最適な解決策に対する早期のコンセンサスを防ぐことで、グループ内の解決策の多様性をもたらす。この例は、通常は障害と見なされる認知バイアスが、より幅広い可能性の探求を促進することによって集団的意思決定を強化する方法を示している。
認知バイアスは集団的錯覚と相互に関連している。集団的錯覚とは、グループの人々が自分たちの見解や好みが多数派によって共有されていると誤って信じる現象だが、実際にはそうではない。これらの錯覚は、社会的規範に関する認識を誤って表現し、他者の信念をどのように評価するかに影響を与えるさまざまな認知バイアスから生じることが多い。

## 軽減
認知バイアスは系統誤差を引き起こすため、複数の人からの回答を平均化する集合知技術を使用して補償することはできない。バイアス除去は、インセンティブ、ナッジ、トレーニングを通じて判断と意思決定におけるバイアスを軽減することである。認知バイアス緩和と認知バイアス修正は、特に認知バイアスとその影響に適用可能なバイアス除去の形式である。参照クラス予測は、ダニエル・カーネマンが外部視点と名付けたものに基づいて、見積もりと決定を体系的にバイアス除去するための方法である。
ギーゲレンツァー（1996）と同様に、ハセルトンら（2005）は認知バイアスの内容と方向性は「恣意的」ではないと述べている（p. 730）。さらに、認知バイアスはコントロールすることができる。あるバイアス除去技術は、自動処理と比較して制御された処理を使用するよう個人を奨励することによってバイアスを減少させることを目指している。根本的な帰属の誤りを減らすことに関連して、金銭的インセンティブと参加者に彼らの帰属に対して責任を負うことを知らせることが正確な帰属の増加に関連付けられている。トレーニングも認知バイアスを減らすことが示されている。キャリー・K・モアウェッジとその同僚（2015）は、緩和戦略を教える教育ビデオやバイアス除去ゲームなどのワンショットトレーニング介入にさらされた研究参加者が、すぐにそして最大3ヶ月後まで、6つの認知バイアスの発生において顕著な減少を示したことを発見した。
認知バイアス修正は、健康な人々の認知バイアスを修正するプロセスを指し、また認知バイアス修正療法（CBMT）と呼ばれる不安、うつ病、および依存症のための心理学的（非薬物的）療法の成長分野を指す。CBMTは、薬物療法やトーク療法を伴うかどうかにかかわらず、認知プロセスを修正することに基づいた心理療法の成長分野内のセラピーのサブグループであり、時に応用認知処理療法（ACPT）と呼ばれる。認知バイアス修正は健康な個人の認知プロセスを修正することを指すことができるが、CBMTは証拠に基づいた心理療法の成長分野であり、その中で認知プロセスが苦痛を軽減するために修正される、深刻なうつ病、不安障害、および依存症。CBMT技術は臨床医のサポートの有無にかかわらず、コンピューターを介して提供されるテクノロジー支援型の療法である。CBMは不安の認知モデル、認知神経科学、および注意モデルからの証拠と理論を組み合わせている。
認知バイアス修正は、強迫観念的信念と強迫性障害を持つ人々を助けるためにも使用されている。この療法は強迫観念的信念と行動を減少させることを示している。

## いくつかの認知バイアスの一般的な理論的原因
バイアスは区別するのが時に難しいさまざまなプロセスから生じる。これらには以下が含まれる：
- 限定合理性 — 最適化と合理性の限界
  - プロスペクト理論
- 進化心理学 — 進化適応的な精神機能の残滓[60]
  - 精神会計（英語版）
  - 適応的バイアス（英語版） — 限られた情報に基づいて決定を下し、間違っている場合のコストに基づいてそれらにバイアスをかける
- 属性置換（英語版） — 複雑で難しい判断を、無意識のうちにより簡単な判断に置き換えること[61]
- 帰属理論
  - 顕著性（英語版）
  - 素朴実在論（英語版）
- 認知的不協和、および関連する：
  - 印象管理
  - 自己知覚理論（英語版）
- 情報処理のショートカット（ヒューリスティック（英語版））[62]、以下を含む：
  - 利用可能性ヒューリスティック — 記憶の中でより利用可能なものによって、何がより可能性が高いかを推定すること。これは鮮明で、珍しい、または感情的に荷電した例に対してバイアスがかかる[7]
  - 代表性ヒューリスティック（英語版） — 類似性に基づいて確率を判断すること[7]
  - 情動ヒューリスティック — リスクと利益の計算ではなく、感情的な反応に基づいて決定を下すこと[63]
- 感情的および道徳的動機[64]、例えば以下から派生する：
  - 感情の二要因理論（英語版）
  - 身体的マーカー仮説（英語版）
- 内省の錯覚（英語版）
- 統計の誤用（英語版）や誤用；非数的リテラシー（英語版）。
- 社会的影響[65]
- 脳の限られた情報処理能力[66]
- ノイズの多い情報処理（記憶への保存と記憶からの取り出し中の歪み）[67]。例えば、2012年のサイコロジカル・ブレティン（英語版）の記事は、一見無関係な少なくとも8つのバイアスが同じ情報理論的な生成メカニズムによって生み出される可能性があることを示唆している[67]。この記事は、客観的証拠（観察）を主観的推定（決定）に変換する記憶ベースの情報プロセスにおけるノイズの多い偏差が、後退的保守主義（英語版）、信念改訂（英語版）（ベイズ的保守主義）、錯誤相関、錯覚的優位性（英語版）（平均以上効果）、平均以下効果（英語版）、サブ加法性効果（英語版）、誇張された期待（英語版）、過信、および難易効果（英語版）を生み出す可能性があることを示している。

## 認知バイアスにおける個人差

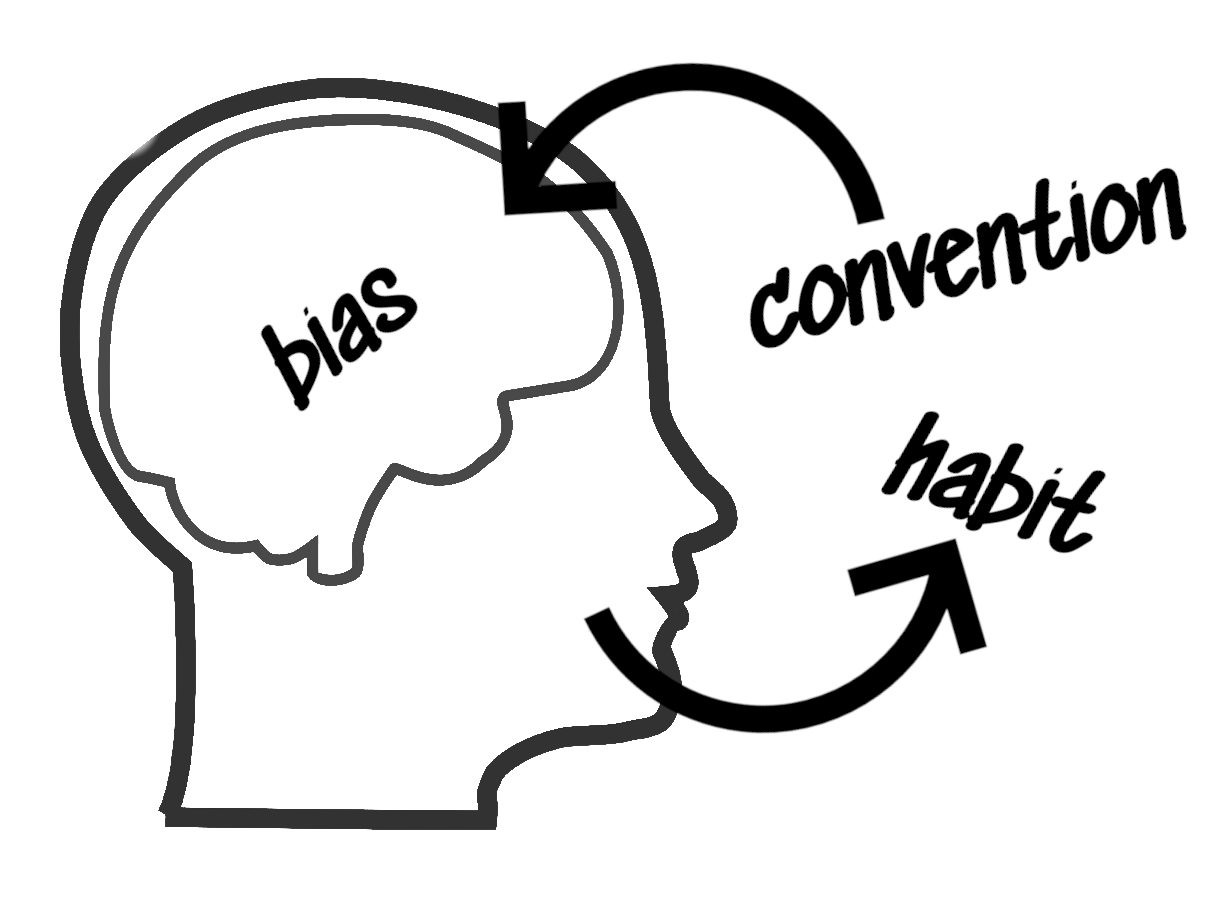
認知バイアス、習慣、社会的慣習の関係は依然として重要な問題である。

人々は過信、時間割引、バイアスの盲点などの意思決定バイアスに対する感受性において安定した個人差を持っているように見える。しかし、個人内のこれらの安定したバイアスレベルは変更可能である。トレーニングビデオを見て、バイアス除去ゲームをプレイした実験の参加者は、アンカリング、バイアスの盲点、確証バイアス、根本的な帰属の誤り、投影バイアス、および代表性の6つの認知バイアスに対する感受性を示す程度において、すぐにそして最大3か月後まで中程度から大きな減少を示した。
認知バイアスにおける個人差は、さまざまなレベルの認知能力や機能とも関連付けられている。認知反射テスト（CRT）は、認知バイアスと認知能力の関連性を理解するのに役立てるために使用されている。認知反射テストを使用して能力を理解する際には、明確な結果が得られていない。しかし、相関があるようである。認知反射テストでより高いスコアを獲得する人は、より高い認知能力と合理的思考スキルを持っている。これにより、認知バイアスとヒューリスティックテストのパフォーマンスを予測するのに役立つ。CRTスコアが高い人は、さまざまなヒューリスティックと認知バイアステストやタスクでより正確に回答する傾向がある。
年齢は認知バイアスに対する感受性に影響を与えるもう一つの個人差である。高齢者は認知バイアスにより感受性が高く、認知的柔軟性が低い傾向がある。しかし、高齢者は継続的な試行を通じて認知バイアスへの感受性を減少させることができた。これらの実験では、若年成人と高齢者の両方がフレーミングタスクを完了した。若年成人は高齢者よりも認知的柔軟性が高かった。認知的柔軟性は既存のバイアスを克服するのに役立つと関連付けられている。

## 批判
認知バイアスのリストは長い間批判の対象となっている。心理学では、ゲルト・ギーゲレンツァーとカーネマン/トベルスキー学派の間で「合理性戦争」が展開され、バイアスが主に人間の認知の欠陥なのか、それとも実際には適応的または「生態学的に合理的」な行動パターンの結果なのかという問題に焦点が当てられた。ゲルト・ギーゲレンツァーは歴史的に認知バイアスとヒューリスティックの主要な反対者の一人だった。ギーゲレンツァーは、認知バイアスはバイアスではなく、経験則、あるいは彼が言うところの「直感」であり、それが実際に生活の中で正確な決定を下すのに役立つと考えている。
この議論は最近再燃し、人間の認知におけるバイアスが過度に強調されているという批判がある。主要な批判は、人々が直面している実際の問題を理解した上で、これらの行動が本当にバイアスがかかっているという明確な証拠がないにもかかわらず、主張されるバイアスのリストが継続的に拡大していることである。経済学と認知神経科学の進歩により、以前はバイアスとして分類されていた多くの行動が、実際には最適な意思決定戦略を表している可能性があることが示唆されている。